# Хвойно-листяний ліс з степовою ділянкою і струмком
Хвойно-листяний ліс з степовою ділянкою і струмком (охоронна зона 30 м) — ландшафтний заказник місцевого значення. Об'єкт розташований на території Новомиколаївського району Запорізької області, біля села Зарічне.
Площа — 43,7 га, статус отриманий у 1992 році.